# Bahnhof Großbodungen

Der Bahnhof Großbodungen war eine Betriebsstelle der Bahnstrecke Bleicherode–Herzberg in der Landgemeinde Am Ohmberg im thüringischen Landkreis Eichsfeld.

## Lage
Der Bahnhof befindet sich am nördlichen Ortsrand von Großbodungen bei Streckenkilometer 10,59. Das Terrain des Bahnhofes liegt im Tal des Hagebaches auf einer Höhe von ungefähr 270 m ü. NN. Die nächsten Bahnhöfe entlang der Bahnstrecke waren Bischofferode im Nordwesten und Kleinbodungen im Südosten.

## Geschichte
Im Oktober 1908 wurde die Teilstrecke von Bleicherode zum neu eröffneten Bahnhof Großbodungen in Betrieb genommen, was mit der Erschließung der Kalivorkommen im östlichen Ohmgebirge im Zusammenhang stand. Großbodungen wurde kurzzeitig zu einem Endbahnhof. Etwa zwei Wochen später wurde die Anschlussbahn zum Kaliwerk Neubleicherode fertiggestellt, sie sollte den raschen Gütertransport des Kaliwerkes Neubleicherode gewährleisten.
Eine Anfang des 20. Jahrhunderts geplante Bahnstrecke von Großbodungen nach Worbis kam aber nicht mehr zur Ausführung, die Einbindung dieser Strecke in den Bahnhof sollte aus westlicher Richtung erfolgen.
Im Jahr 1910 kam es zu einem Bahnunfall im Bahnhof, als ein Güterzug durch falsche Weichenstellung einen Prellbock überfuhr und entgleiste. Im Oktober desselben Jahres wurde die Teilstrecke von Großbodungen zum neu eröffneten Bahnhof Bischofferode in Betrieb genommen, Großbodungen wurde zu einem Zwischenbahnhof. 1938 war der Bahnhof in die Bahnhofsklasse IV eingestuft. Mit dem Werksumzug der Heeresversuchsanstalt Peenemünde Anfang 1945 in den Südharz gelangten die ehemals auf Usedom im Werksverkehr auf der Bahnstrecke Zinnowitz–Peenemünde eingesetzten Akku-Triebwagenzüge nach Großbodungen, wurden auf der Anschlussstrecke zum Kaliwerk Neu-Bleicherode stationiert und verkehrten zwischen Bleicherode und Großbodungen.
1946 wurde die Bahnstrecke an der britisch-sowjetischen Zonengrenze am Bahnhof Zwinge unterbrochen, damit setzte ein Bedeutungsverlust der Bahnstrecke ein. Mit dem Ende der Kaliförderung in Bischofferode 1993 war auch das Ende des Bahnhofes Bischofferode absehbar, der im Jahr 1998 geschlossen wurde, der Bahnhof Großbodungen wurde Endbahnhof.
Im Juni 2001 fuhr der letzte Zug zwischen Großbodungen und Bleicherode Ost, der östliche Teil der Bahnstrecke wurde komplett eingestellt und der Bahnhof Großbodungen geschlossen.

## Ausstattung
Zum Gebäudebestand gehörten das Empfangsgebäude mit einem Güterschuppen, Beamtenwohnung (errichtet von Alois Holtmeyer) sowie ein Abort/Stallgebäude. Es gab ein Durchgangs- und ein Kreuzungsgleis mit je einem Bahnsteig, eine Ladegleis mit Rampe am Güterschuppen und ein Gleis zur Holzrampe. Für die Einbindung der Kalianschlussbahn waren nördlich des Personenbahnhofes drei Gleise vorsehen, die mit einem westlichen und östlichen Verbindungsgleis an die Staatsbahn angebunden waren. 1939 war nur noch ein Anschlussgleis zum ehemaligen Kaliwerk vorhanden, sowie ein Feldbahngleis, das am Gleisende anschloss.
Zum Güterbahnhof gehörten eine Ladestraße, zwei Laderampen.

## Heutige Nutzung
Vom Bahnhof existiert nur noch das Empfangsgebäude, der Güterschuppen wurde abgerissen. Das östliche Bahnhofsgelände wurden zwischenzeitlich überbaut, auf der Bahntrasse in Richtung Bischofferode wurde ein Radweg angelegt.